# Óscar Sevilla

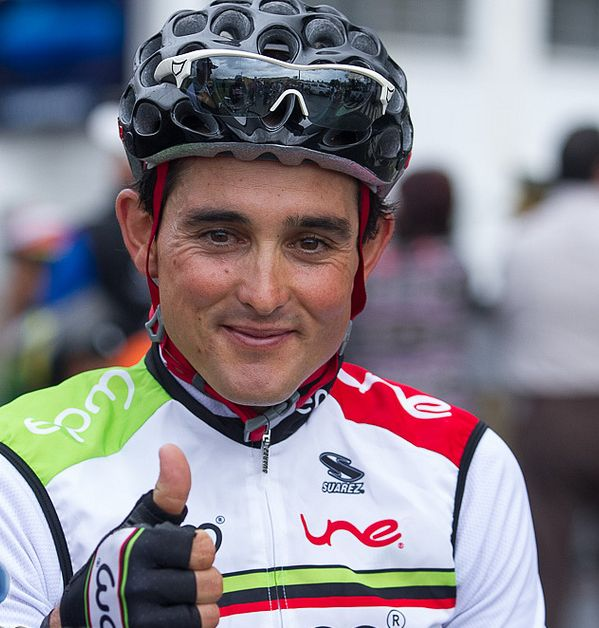
Óscar Sevilla (2013)

Óscar Miguel Sevilla Ribera (* 29. September 1976 in Ossa de Montiel bei Albacete) ist ein spanischer Radrennfahrer.

## Karriere
Sevilla wurde 1998 Profi beim spanischen Radsportteam Kelme-Costa Blanca. 2000 siegte er im Memorial Manuel Galera. Im Jahr 2001 gelang ihm der Durchbruch mit dem Gewinn der Nachwuchswertung der Tour de France 2001, die er auf dem siebten Gesamtrang beendete. Im Herbst dieses Jahres wurde er Zweiter der Vuelta a España. Bei der Vuelta a España 2002 belegte er Platz vier.
Nach einem Jahr beim schweizerischen Team Phonak Hearing Systems wechselte Sevilla 2005 als Helfer vom Jan Ullrich zum deutschen T-Mobile-Team. Er beendete die Tour de France 2004 als 24. und unterstützte dabei den später wegen Doping disqualifizierten Ullrich, der als Dritter klassiert wurde.
Am Morgen des 30. Juni 2006 wurde Sevilla zusammen mit Jan Ullrich und dessen Betreuer Rudy Pevenage von der Teamleitung von T-Mobile suspendiert, er konnte daher nicht bei der Tour de France 2006 antreten. Zur Suspendierung kam es aufgrund neuer Fakten im Dopingskandal Fuentes. Sevilla und Ullrich hatten eine Verstrickung stets geleugnet. Die spanische Justiz hatte jedoch Dokumente übergeben, die nach Auskunft der T-Mobile-Leitung ernste Zweifel am Wahrheitsgehalt der Unschuldsbeteuerungen der beiden Fahrer ließen. Am 21. Juli wurde Ullrich und Sevilla gekündigt.
Nachdem im Oktober 2006 vom spanischen Verband bis auf weiteres die Ermittlungsverfahren gegen die verdächtigten Radsportler eingestellt wurden, erhielt Sevilla zu Beginn der Saison 2007 einen Vertrag bei Professional Continental Team Relax-Gam.
2008 und 2009 fuhr er für das US-amerikanische Team Rock Racing. 2009 siegte er in der Vuelta a Cundinamarca. Anfang 2010 wechselte Sevilla, der in Kolumbien lebt, zu einem kleinen kolumbianischen Team. Im August 2010 wurde er bei der Vuelta a Colombia positiv auf ein Präparat getestet, das das Blutvolumen steigert, und wurde vom Weltradsportverband Union Cycliste Internationale (UCI) daraufhin suspendiert. Nachdem der spanische Radsportverband Sevilla für sechs Monate bis zum 21. Februar 2012 sperrte, rief die UCI im November 2011 den Court of Arbitration for Sport (CAS) mit dem Ziel an, die Regelsperre von zwei Jahren zu verhängen. Der CAS erhöhte die Sperre im Mai 2012 auf 12 Monate und erkannte alle Erfolge ab der Kolumbienrundfahrt 2010 ab.
Nach Ablauf seiner Dopingsperre fuhr Sevilla weiterhin für kolumbianische Teams und konnte 2012 die Vuelta Mexico sowie 2013 und 2014 die Vuelta a Colombia gewinnen. Außerdem gewann er 2017 mit der Gesamtwertung der Madrid-Rundfahrt zum ersten Mal seit 2007 ein internationales Rennen auf dem europäischen Kontinent.

## Erfolge
1999
- eine Etappe Tour de Romandie

2001
- Nachwuchswertung Tour de France

2006
- Gesamtwertung und eine Etappe Vuelta a Asturias

2007
- eine Etappe Katalonien-Rundfahrt
- Gesamtwertung und eine Etappe Route du Sud

2008
- eine Etappe San Dimas Stage Race
- eine Etappe Vuelta a Colombia
- Reading Classic
- Gesamtwertung Clásico RCN

2009
- eine Etappe Vuelta a Asturias
- Gesamtwertung Vuelta a Chihuahua

2010
- Gesamtwertung Vuelta Mexico
- eine Etappe und Mannschaftszeitfahren Vuelta a Colombia[7]

2011
- zwei Etappen und Mannschaftszeitfahren Vuelta a Colombia[7]
- Gesamtwertung Vuelta a Antioquia

2012
- Gesamtwertung und eine Etappe Vuelta Mexico[7]
- Gesamtwertung Vuelta a Boyacá

2013
- Gesamtwertung und eine Etappe Vuelta a Colombia
- Gesamtwertung und eine Etappe Tour do Rio
- Gesamtwertung Vuelta a Antioquia

2014
- Gesamtwertung, eine Etappe und Mannschaftszeitfahren Vuelta a Colombia
- Gesamtwertung und eine Etappe Tour do Rio
- zwei Etappen Vuelta a Guatemala

2015
- Gesamtwertung, zwei Etappen und Mannschaftszeitfahren Vuelta a Colombia
- eine Etappe Tour do Rio
- Gesamtwertung Vuelta a Antioquia

2016
- Kolumbianische Meisterschaft – Mannschaftszeitfahren
- eine Etappe und Punktewertung Vuelta a Colombia

2017
- Gesamtwertung Madrid-Rundfahrt
- eine Etappe und Punktewertung Tour of Ankara

2018
- Gesamtwertung Vuelta a San Juan Internacional

2019
- Sprintwertung Tour Colombia
- eine Etappe Vuelta a la Independencia Nacional
- Gesamtwertung, Prolog und zwei Etappen Vuelta Ciclista de Chile
- Mannschaftszeitfahren Tour of Qinghai Lake

2021
- eine Etappe Vuelta al Táchira
- Prolog Vuelta a Colombia

2022
- Bergwertung Vuelta del Porvenir San Luis

2023
- eine Etappe und Gesamtwertung Vuelta Bantrab
- eine Etappe Tour of the Gila
- eine Etappe (EZF) Vuelta a Formosa
- Gesamtwertung Tour of Hainan

## Grand-Tour-Platzierungen
| Grand Tour            | 2000 | 2001 | 2002 | 2003 | 2004 | 2005 |
| --------------------- | ---- | ---- | ---- | ---- | ---- | ---- |
| Giro d’ItaliaGiro     | 16   | –    | –    | –    | –    | –    |
| Tour de FranceTour    | –    | 7    | DNF  | –    | 24   | 18   |
| Vuelta a EspañaVuelta | –    | 2    | 4    | 12   | 22   | 6    |

## Teams
- 1998–2003 Kelme-Costa Blanca
- 2004 Phonak Hearing Systems
- 2005–2006 T-Mobile-Team
- 2007 Relax-GAM Fuenlabrada
- 2008–2009 Rock Racing
- 2011 Gobernación de Antioquia-Indeportes Antioquia
- 2013–2016 EPM-UNE
- 2017– Medellin-Inder